# Покрајина Севиља
Покрајина Севиља (шп. Provincia de Seville) је покрајина Шпаније у аутономној заједници Андалузија. Главни град је Севиља.